# John R. Cash
John R. Cash è il ventinovesimo album in studio del cantante country statunitense Johnny Cash, pubblicato nel 1975 dalla Columbia Records. 

## Tracce
1. My Old Kentucky Home (Turpentine and Dandelion Wine) (Randy Newman) – 2:49
2. Hard Times Comin' (Jack Routh) – 2:40
3. The Lady Came from Baltimore (Tim Hardin) – 2:43
4. Lonesome to the Bone (Johnny Cash) – 2:34
5. The Night They Drove Old Dixie Down (Robbie Robertson) – 3:25
6. Clean Your Own Tables (Chip Taylor) – 3:36
7. Jesus Was Our Saviour and Cotton Was Our King (Billy Joe Shaver) – 2:46
8. Reason to Believe (Tim Hardin) – 2:08
9. Cocaine Carolina (David Allan Coe; con David Allan Coe) – 2:38
10. Smokey Factory Blues (Albert Hammond, Mike Hazelwood) – 3:18